# White Fox
White Fox (株式会社 WHITE FOX?, Kabushiki-gaisha Waito Fokkusu) è uno studio di animazione giapponese fondato nell'aprile 2007.

## Lista di serie anime
- Tears to Tiara (2009)
- Katanagatari (2010)
- Steins;Gate (2011)
- Jormungand (2012)
- Jormungand: Perfect Order (2012)
- The Devil Is a Part Timer! (2013)
- Steins;Gate: The Movie - Load Region of Déjà Vu (2013)
- SoniAni: Super Sonico The Animation (2014)
- Gochūmon wa usagi desu ka? (2014)
- Akame ga kill! (2014)[1]
- Utawarerumono: itsuwari no kamen (2015)
- Gochūmon wa usagi desu ka?? (2015, coprodotto con Kinema Citrus)
- Re:Zero - Starting Life in Another World (2016)[2]
- Sōshin shōjo Matoi (2016)[3]
- Zero kara hajimeru mahō no sho (2017)[4]
- Shōjo shūmatsu ryokō (2017)[5]
- Steins;Gate 0 (2018)
- Goblin Slayer (2018)[6]
- Arifureta - Il più forte del mondo con un mestiere comune (2019)
- Cautious Hero (2019)[7]
- Re:Zero - Starting Life in Another World - Season 2 (2020)
- Utawarerumono: Mask of Truth (2022)
- Sengoku Youko (2024)
- Re:Zero - Starting Life in Another World - Season 3 (2024)

## Altri lavori d'animazione
- KIDDY GiRL-AND
- Mobile Suit Gundam 00
- Natsu no arashi!
- Pokémon Diamante e Perla
- Yumeiro Pâtissière
- Rewrite